# Criotettix curvispinus
Criotettix curvispinus är en insektsart som beskrevs av Zheng, Z. 1993. Criotettix curvispinus ingår i släktet Criotettix och familjen torngräshoppor. Inga underarter finns listade i Catalogue of Life.